# Сент-Мартін (острів)
Сент-Мартін (англ. St Martin's) — острів архіпелагу Сіллі, Велика Британія. Третій за величиною та заселенням острів архіпелагу, омивається Кельтським морем.

## Географія
На площі 2.37 км² проживає 136 осіб, які зайняті, зазвичай, у сфері туризму та вирощуванні квітів. Усі вони замешкали у трьох поселеннях — Гайг Таун (Higher Town), Міддл Таун (Middle Town) та Ловер Таун (Lower Town).